# إدغار وارنر مان
إدغار وارنر مان (بالإنجليزية: Edgar Warner Mann)‏ هو محامي وسياسي أمريكي، ولد في 18 نوفمبر 1851، وتوفي في 7 ديسمبر 1904. حزبياً، نشط في الحزب الجمهوري.